# Filénide
Filénide de Samos (en griego, Φιλαινίς) fue, al parecer, una cortesana griega de los siglos IV y III a. C. Fue autora de un manual sobre el noviazgo y el erotismo. El poeta Escrión de Samos negó que su compatriota Filénide fuera realmente la autora de esa obra.
Breves fragmentos del manual, incluidas las frases introductorias, se han descubierto entre los Papiros de Oxirrinco (P.Oxy. 2891). Comienza así:

Filénide de Samos, hija de Ocimenes, escribió las siguientes cosas para todos aquellos que quieran... la vida

Se cree que el libro trata, comenzando con las técnicas de seducción, de las artes eróticas de forma sistemática, incluyendo descripción de las posturas, afrodisíacos, abortivos y cosméticos. El redescubrimiento demuestra que una verdadera tradición de manuales técnicos antecede al lúdico Arte de amar, escrito en versos latinos por Ovidio a finales del siglo I a. C.